# Departamento de Transporte de Texas

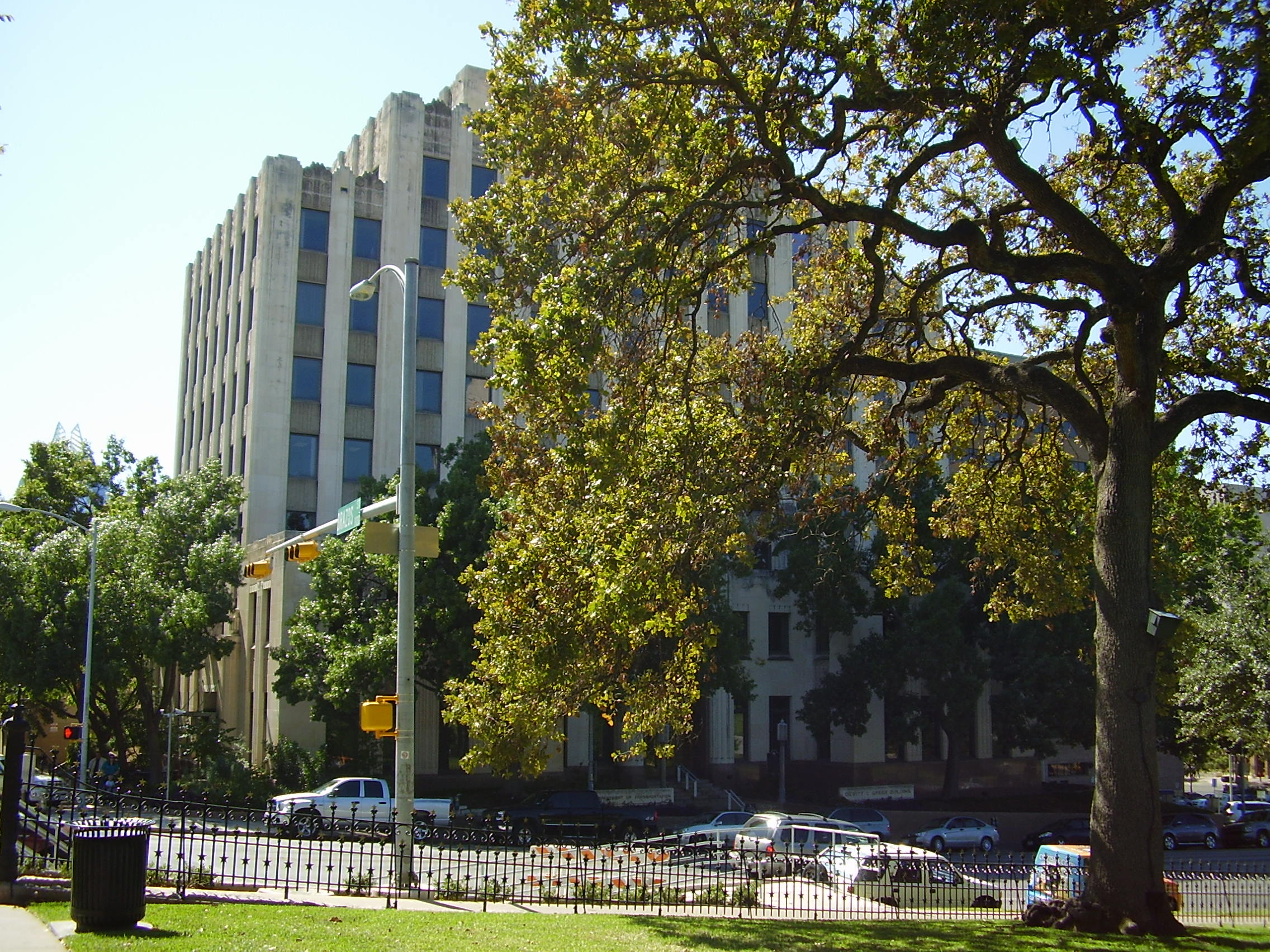
Dewitt C. Greer Building, la sede del Departamento de Transporte de Texas.

El Departamento de Transporte del Estado de Texas (en inglés: Texas Department of Transportation, TxDOT) es una agencia en Texas. TxDOT controla y ejerce el mantenimiento de las carreteras del estado. TxDOT tiene su sede en el Dewitt C. Greer Building en Austin. El Greer Building está en el Registro Nacional de Lugares Históricos.
TxDOT tiene 21 divisiones, 6 oficinas, y 14,000 empleados. Entre los empleados se incluyen administradores, arquitectos, compradores, contables, diseñadores, encargados de firmar, ingenieros, trabajadores de mantenimiento, y otros personas.

## Galería

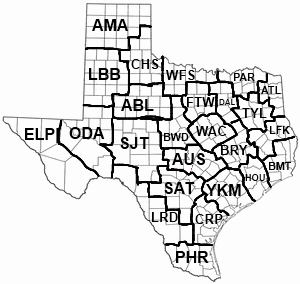
Distritos de TXDOT